# Chentetenka
Chentet(en)ka of Khentet(en)ka was in de 26e eeuw v.Chr. een koningin van de 4e dynastie van Egypte, die regeerde aan de zijde van koning (farao) Djedefre.

## Biografie
Chentetenka's ouders zijn niet bekend. Zij was gemalin van Djedefre en mogelijk de moeder van enkele van zijn kinderen. Djedefre had nog een andere gemalin, namelijk Hetepheres II. Van de zes kinderen (vier zonen: Hornit, Baka, Setka and Nikaudjedefre, en twee dochters: Hetepheres C en Neferhetepes) is niet met zekerheid geweten wie de moeder was. Er is wel geopperd dat prinses Neferhetepes een dochter van Hetepheres is geweest.

## Archeologische vondsten
Chentetka is bekend van een beeld van haar dat in Abu Roash werd gevonden. Zij staat er knielend naast de knie van de reusachtig afgebeelde koning Djedefre. 
Als mogelijke begraafplaats van deze koningin is een bouwsel in de Zuidwest hoek van het piramidecomplex van deze koning aangewezen. Maragioglio and Rinaldi zijn van mening dat dit de piramide zou kunnen zijn die aan de koninklijke gemalin toebehoorde, en dit zou verwijzen naar de piramide die aan koningin Chentenka behoorde.
Maar het is niet helemaal duidelijk wat de bedoeling van die piramide was. Stadelmann en Jonosi denken dat het een cultuspiramide was. Meestal stond de cultuspiramide in de Zuidwest hoek van een piramidecomplex. De algemene oriëntatie van het piramidecomplex van Djedefre is echter Noordwest en niet Zuidoost zoals die in het algemeen voor komt. Deze afwijkende oriëntering zou kunnen aanleiding geven om aan te nemen dat de cultuspiramide ook niet op de gewone positie lag en dat het bouwsel als cultuspiramide voor het piramidecomplex van Djedefre diende. Er zal meer opgravingswerk nodig zijn om licht op deze kwestie te werpen.
De vorige Egyptische koningin was mogelijk Meritites I. Opvolgster van Chentetenka was Hetepheres II.

## Titels
Van Chentetenka zijn als koninginnentitels bekend:
- Koninklijke vrouwe, zijn geliefde (hmt-nisw meryt.f),
- Zij die Horus en Seth ziet (m33t-hrw-stsh),
- Aan de zijde van Horus (kht-hrw),
- Priesteres van Neith (ḥm.t-nṯr nt),